# Tribunales
Tribunales - Teatro Colón è una stazione della linea D della metropolitana di Buenos Aires. Si trova sotto plaza Lavalle, all'intersezione tra Talcahuano e Tucumán e Lavalle e Libertad, a pochi metri dall'avenida 9 de Julio, nel barrio di San Nicolás.
Prende il nome dal vicino Palazzo dei Tribunali.
La stazione è stata proclamata monumento storico nazionale il 16 maggio 1997.

## Storia
La stazione, costruita dalla compagnia ispano-argentina CHADOPyF è stata inaugurata il 3 giugno 1937, quando fu aperto al traffico il primo segmento della linea D compreso tra Catedral e Tribunales.
Nel 2015 la Legislatura della Città di Buenos Aires ha approvato la modifica della denominazione della stazione in Tribunales - Teatro Colón.

## Interscambi
Nelle vicinanze della stazione effettuano fermata diverse linee di autobus urbani ed interurbani.
- Fermata autobus

## Servizi
La stazione dispone di:
- Ascensori
- Scale mobili
- Biglietteria a sportello
- Biglietteria automatica